# روبرت بلو
روبرت بلو (بالإنجليزية: Robert Blue)‏ هو فنان أمريكي، ولد في 1946، وتوفي في 22 يناير 1998.

## وصلات خارجية
- روبرت بلو على موقع ميوزك برينز (الإنجليزية)
- روبرت بلو على موقع ديسكوغز (الإنجليزية)